# محمد اسحاق رهگذر
محمداسحاق رهگذر (زاده ۱۳۴۵ شهر مزار شریف بلخ) سیاستمدار افغانستانی، نماینده مردم بلخ در دوره‌های پانزدهم و شانزدهم مجلس نمایندگان و والی کنونی ولایت بلخ است. ایشان در مجلس شانزدهم نمایندگان افغانستان عضو کمیسیون امور تقنینی بود. وی در سال‌های ۲۰۰۱ و ۲۰۰۲ نیز در سمت والی بلخ فعالیت کرده‌است.

## زندگی‌نامه
محمداسحاق رهگذر زاده ۱۳۴۵ از مزار شریف ولایت بلخ می‌باشد. ایشان تحصیلات عالی خود را تا مقطع ماستری/فوق لیسانس در رشته اداره و منجمت از کشور تاجیکستان کسب کرده‌است. ایشان سابقه فعالیت جهادی و سمت والی بلخ در سال‌های ۲۰۰۱ تا ۲۰۰۲ را نیز در کارنامه دارد.

## دیگر فعالیت‌ها
دیگر فعالیت‌های ایشان:
- فرمانده جهادی.
- والی بلخ (۲۰۰۱–۲۰۰۲).
- نماینده مردم بلخ در دوره پانزدهم و شانزدهم مجلس نمایندگان افغانستان.